# 원자가 결합 이론
원자가 결합 이론은 화학 결합이 두 원자들 사이에 편재된 한 쌍의 전자로 표현되는 Lewis 전자쌍 모형을 설명하기 위한 이론 중 하나이다.
1. 화학 결합에 최외각의 전자들만 참여한다.
2. 공유 결합을 이루기 위해서는 원자에 전자 한 개가 들어있는 오비탈이 있어야 한다. 이 조건을 충족시키는 원자 두 개가 접근하면 두 개의 오비탈이 겹쳐지고, 겹쳐진 오비탈에 각 전자 한개씩, 총 두 개가 같이 들어있으면서 양쪽의 핵을 묶어주어 공유결합을 이룬다.
3. 분자 안에서 각 전자는 원자 궤도함수에 존재하고, 분자 내 결합은 원자가 전자들의 원자궤도함수가 최대로 겹치면서 반발력이 최소화 되는 거리에서 이루어진다.

공유 결합을 설명하는 이론은 이 외에도 분자오비탈 (MOT) 이론이 있는데, 각각 장단점이 있으므로 경우에 따라 선택하여 설명하는 것이 대부분이다.

## 역사
H2의 원자가 결합은 1927년 독일의 물리학자 Heitler-London에 의해 개발되었다. 이후 Pauling은 1931년부터 원자가 결합을 이용해 다원자 분자들의 구조와 결합을 설명하였다. 이러한 Pauling의 업적은 현대 구조 화학에서 원자가 결합 이론이 주춧돌 중 하나로 자리잡게 했다. 1960년 경 컴퓨터 계산이 보급되기 전까지 이 이론은 세밀한 계산을 하지 않아도 분자의 구조를 기술할 수 있었기 때문에 널리 쓰였다.

## 혼성 궤도
원자가 결합 이론은 개개의 원자는 각각의 오비탈을 유지한 채 결합을 형성, 즉, 전자가 각각의 오비탈에 편재화되어 있다고 하여 결합에 대한 정보를 제공하는 모델이다.
두 원자 사이의 결합은 각 원자 오비탈이 중첩되면서 서로 반대 스핀을 갖는 전자 한 쌍이 공유될 때 형성된다. 이때 결합은 시그마 결합과 파이 결합으로 분류할 수 있는데 시그마 결합은 핵을 잇는 선분을 따라 형성하고 파이 결합은 핵을 잇는 성분의 외부에서 양편으로 나뉘어 형성된다. 파이결합은 오직 혼성화에 참여하지 않은 p오비탈에 의해 형성된다.
시그마 결합에 참여하는 전자는 수소를 제외하고 단순한 원자 오비탈이 아닌 혼성 오비탈이다. 혼성 오비탈의 종류를 알 수 있는 방법은 바로 SN(Steric Number)이다. SN은 ‘중심원자에 결합된 공유 전자쌍의 수 + 중심원자의 고립전자쌍의 수’를 말하는데 SN을 통해 몇 개의 원자 오비탈이 혼성에 관여하였는지 알 수 있다. SN에서 계산되는 전자들 즉, 비공유 전자쌍과 시그마 결합에 참여하는 전자들은 중심원자를 기준으로 대략적으로 기하학적인 대칭을 이루기 때문에 여기서 아이디어를 얻으면 SN으로 계산되는 전자쌍들은 다른 원자 오비탈이 아닌 모두 같은 종류의 오비탈이라는 것을 예측할 수 있다. 여기서 주의할 점은 SN에서 계산하는 전자쌍 중 공유결합에 관여하는 전자쌍은 시그마 결합을 한다는 것이다. 이중결합과 삼중결합에서 시그마 결합을 하지 않는 것은 오직 두가지의 p 오비탈이 파이결합을 하는 경우이다.

## 한계
1. 자기성의 예측이 부정확 : {\displaystyle {\ce {O2}}}분자의 경우 상자기성을 띄고 있는데,  원자가 결합 이론에 따르면 sp2혼성 궤도함수를 가지는 반자기성 분자여야 한다.
2. 분자의 전자가 원자에 속한다고 설명 : {\displaystyle {\ce {H + H-> H2}}}에서 전자 두 개를 나눌 수 있다고 설명하는데, 실제로는 나눌 수 없다.
3. 결합 에너지 설명이 어려움 : {\displaystyle {\ce {O2}}} 분자와 {\displaystyle {\ce {O2+}}}분자 둘 중 어느 분자의 결합에너지가 강한지 예측이 불가능하다.

이러한 한계들을 보충설명하기 위해 분자오비탈이론(MO)이 등장하게 된다.

## 같이 보기
- 공유 결합

## 참고 문헌
1. 줌달의 일반화학(자세한 페이지 추가예정)
2. David W., Oxtoby H.P. Gills, Alan Campion (2014.03.01). 《옥스토비의 일반화학 제 7판》. 사이플러스. 268쪽. ISBN 9788962184334.